# Richard Greenberg
Pour les articles homonymes, voir Greenberg.
Richard Greenberg, né le 22 février 1958 à East Meadow (État de New York) et mort le 4 juillet 2025 à New York (État de New York), est un dramaturge américain. 
Il est l'auteur de plus de vingt-cinq pièces, dont plusieurs ont été récompensées par de nombreux prix outre-atlantique, parmi lesquelles Take Me Out, Three Days of Rain ou The Violet Hour.

## Biographie
À ce jour, seule Three Days of Rain a été traduite et jouée en France, sous le nom de Trois Jours de pluie, dans une adaptation de Jean-Marie Besset. La pièce fut jouée par Léa Drucker, Mathieu Bisson et Pierre Cassignard au Théâtre de l'Atelier, du 31 août 2004 au 3 octobre 2004, dans une mise en scène de Jean-Marie Besset et Gilbert Desveaux.

## Théâtre
- 1984 : The Bloodletters, Ensemble Studio Theatre, New York
- 1985 : Life Under Water, Marathon '85 Series. Ensemble Studio Theatre, New York
- 1986 : Vanishing Act, Marathon '86 Series. Ensemble Studio Theatre, New York
- 1987 : The Author's Voice & Imagining Brad, Greenwich House, New York
- 1987 : The Hunger Artist (basé sur l'histoire et les lettres de Franz Kafka)
- 1987 : The Maderati, Playwrights Horizons, New York
- 1988 : Eastern Standard, John Golden Theatre, New York
- 1988 : Neptune's Hips, Marathon '88 Series. Ensemble Studio Theatre
- 1990 : The American Plan, Manhattan Theatre Club. New York City Center-Stage I, New York
- 1991 : The Extra Man, Manhattan Theatre Club. New York City Center-Stage II, New York
- 1992 : Jenny Keeps Talking, Manhattan Theatre Club. New York City Center-Stage II, New York
- 1992 : Pal Joey, Huntington Theatre Company, Boston
- 1997 : Night And Her Stars, Manhattan Theatre Club. New York City Center-Stage II, New York
- 1998 : Three Days of Rain, Manhattan Theatre Club. New York City Center-Stage II, New York
- 1998 : Hurrah at Last, Roundabout Theatre Company. Gramercy Theater, New York
- 2000 : The Dazzle, Gramercy Theater, New York
- 2000 : Everett Beekin, Mitzi E. Newhouse Theater, New York
- 2002 : Take Me Out, Joseph Papp Public Theater, New York
- 2003 : The Dance of Death
- 2003 : The Violet Hour, Steppenwolf Theater Company, Chicago, IL, 2003 ; Manhattan Theatre Club, Biltmore Theatre, New York
- 2005 : A Naked Girl on the Appian Way
- 2006 : Bal Masque
- 2006 : The Well-Appointed Room, Steppenwolf Theater Company, New York
- 2006 : The House in Town, Mitzi E. Newhouse Theater, New York
- 2008 : The Injured Party
- 2009 : The American Plan
- 2009 : Our Mother's Brief Affair
- 2013 : The Assembled Parties, Manhattan Theatre Club

## Filmographie
- 2018 : Zoe de Drake Doremus (scénariste)